# Wilma van den Berg
Wilma van den Berg (Países Bajos, 11 de agosto de 1947) fue una atleta neerlandesa especializada en la prueba de 100 m, en la que consiguió ser subcampeona europea en 1969.

## Carrera deportiva
En el Campeonato Europeo de Atletismo de 1969 ganó la medalla de plata en los 100 metros lisos, con un tiempo de 11.7 segundos, llegando a meta tras la alemana Petra Vogt (oro con 11.6 s]] y por delante de la británica Anita Neil (bronce con 11.8 s).